# Aérodrome d'Useldange
L’aérodrome d'Useldange est un aérodrome destiné à l'aviation générale situé sur le territoire de la commune d'Useldange au Luxembourg.

## Histoire
Le cercle luxembourgeois de vol à voile (CLVV) s'établit à Useldange en 1974, l'État rachète les terrains par la suite face à la volonté des précédents propriétaires d'en vendre une partie.

## Installations
La piste mesures 900 mètres de long pour 30 mètres de large. Le site est exploité par le cercle luxembourgeois de vol à voile,.
L'aérodrome est réservé aux planeurs, dont le décollage se fait exclusivement au treuil, et aux motoplaneurs et est ouvert de mai à octobre.
Un clubhouse et des hangars existent.